# Rives de Saône
Ne doit pas être confondu avec Communauté de communes Rives de Saône.
Les rives de Saône ou quais de Saône bordent la rivière, d'un côté sur la partie historique du Vieux Lyon et de l'autre côté sur le centre de la Presqu'île. Avec les berges du Rhône à l'est, ils enserrent le centre de la ville, la Presqu'île jusqu'au pont de La Mulatière qui marque le confluent entre le Rhône et la Saône.
La Saône arrive à Lyon à hauteur de la commune de Caluire et des contreforts des Monts d'or après l'île Barbe. La vallée devenant très étroite, la rivière s'est frayé un chenal entre la colline de Fourvière et la colline de la Croix-Rousse pour, avec le Rhône, séparer la Presqu'île entre Bellecour et Perrache puis rejoindre le Rhône au confluent de La Mulatière.
Les quais de Lyon constituent une part importante des voies de Lyon et drainent la circulation orientée sud-nord.

## Rive droite
La rive droite adossée à la colline de Fourvière possède un patrimoine intéressant, surtout entre le quai Romain-Rolland qui donne directement sur le palais de justice et le palais Saint-Jean et s'ouvre sur la primatiale Saint-Jean.
Sur le quai de Bondy, se tient tous les dimanches matin le marché de la création où les artisans viennent exposer tableaux et tapisseries, bijoux et joaillerie, passementerie, dentelles et broderies, sculptures et objets de décoration, que ce soit pour les vêtements ou pour la maison.

### Voie constituant la rive droite
Sur la rive droite de la Saône, nous trouvons les quais suivants (d'aval en amont) :
- Quai Jean-Jacques Rousseau
- Quai des Étroits
- Quai Fulchiron
- Quai Romain Rolland
- Quai de Bondy
- Quai Pierre-Scize
- Quai Chauveau
- Quai Arloing
- Quai Jayr
- Quai du Commerce
- Quai Paul-Sédaillan
- Quai Raoul-Carrié

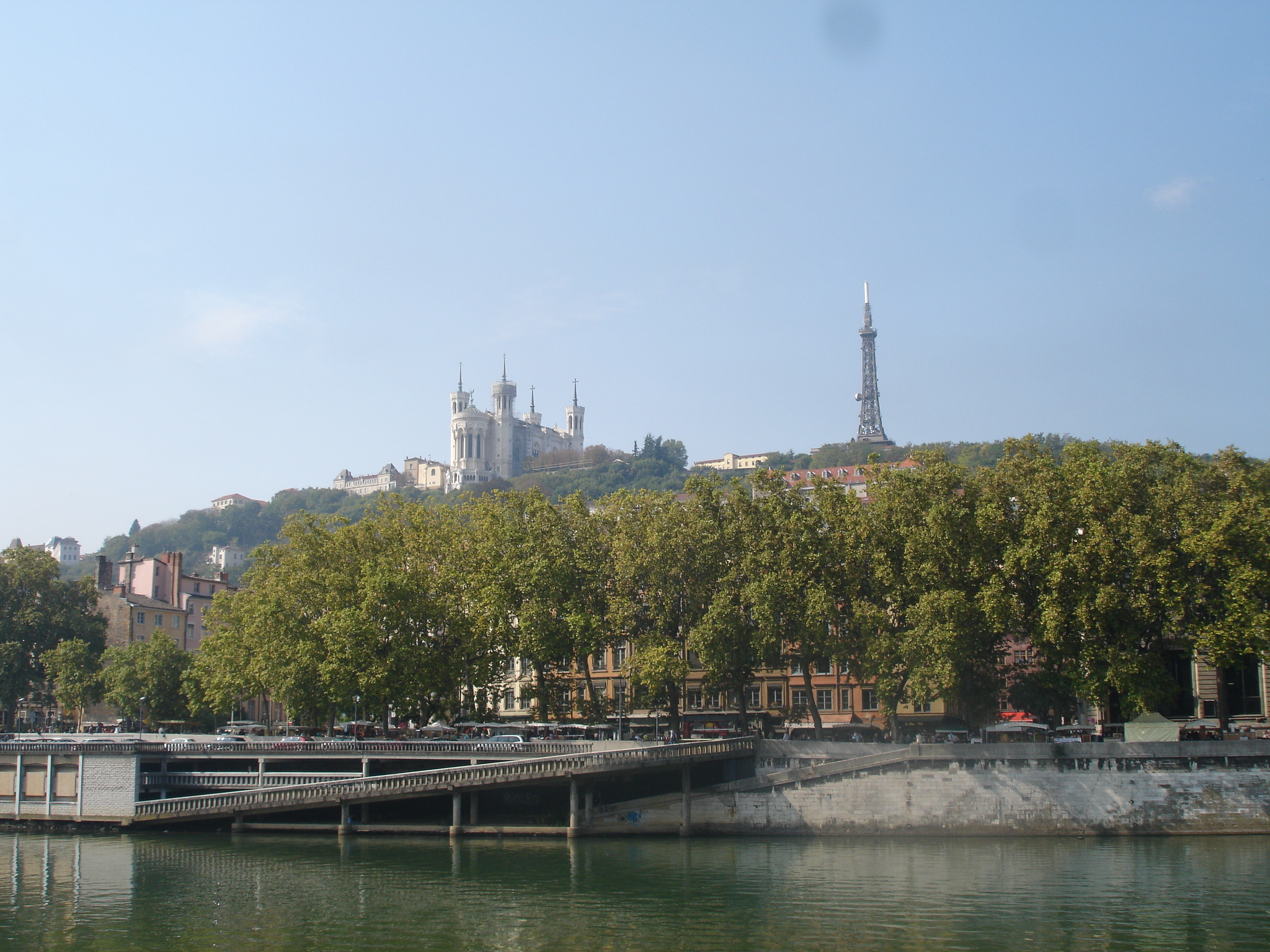
Fourvière au-dessus du quai Romain Rolland
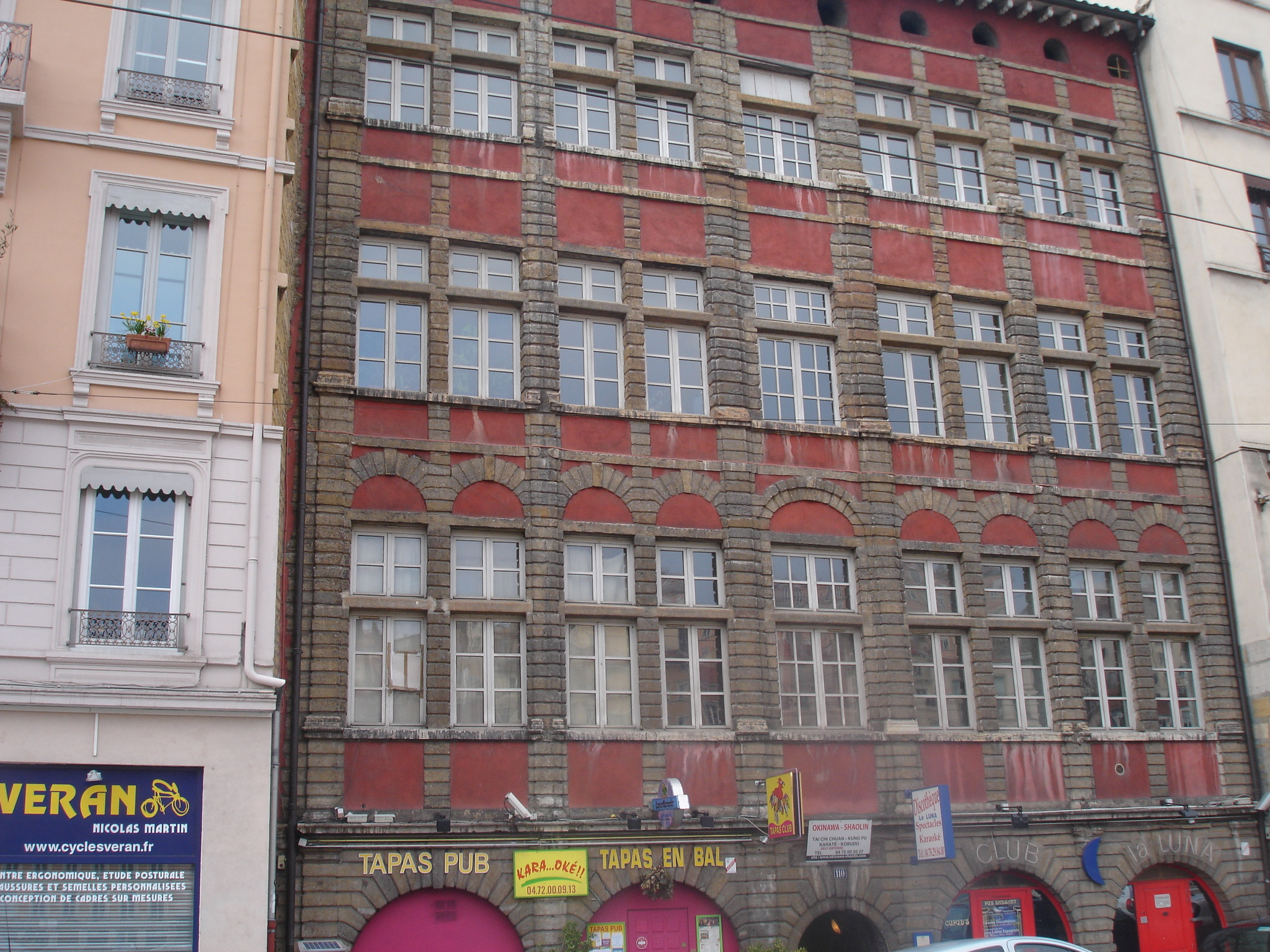
Quai Pierre Scize
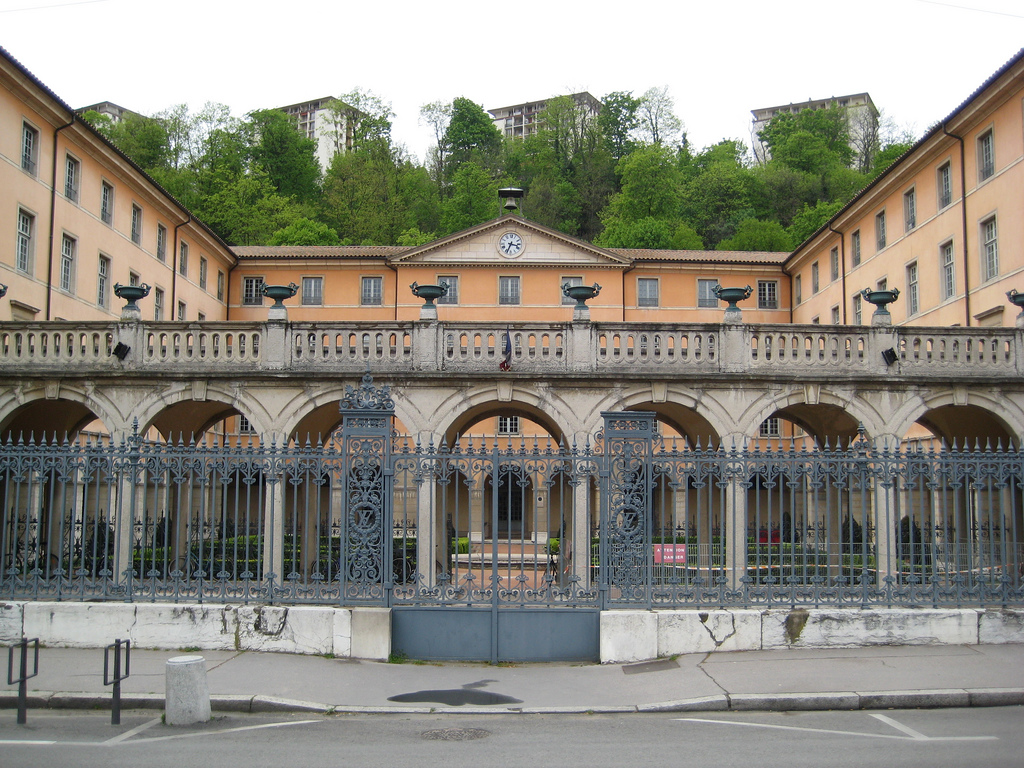
Le Conservatoire national supérieur de musique et de danse de Lyon, quai Chauveau

## Rive gauche

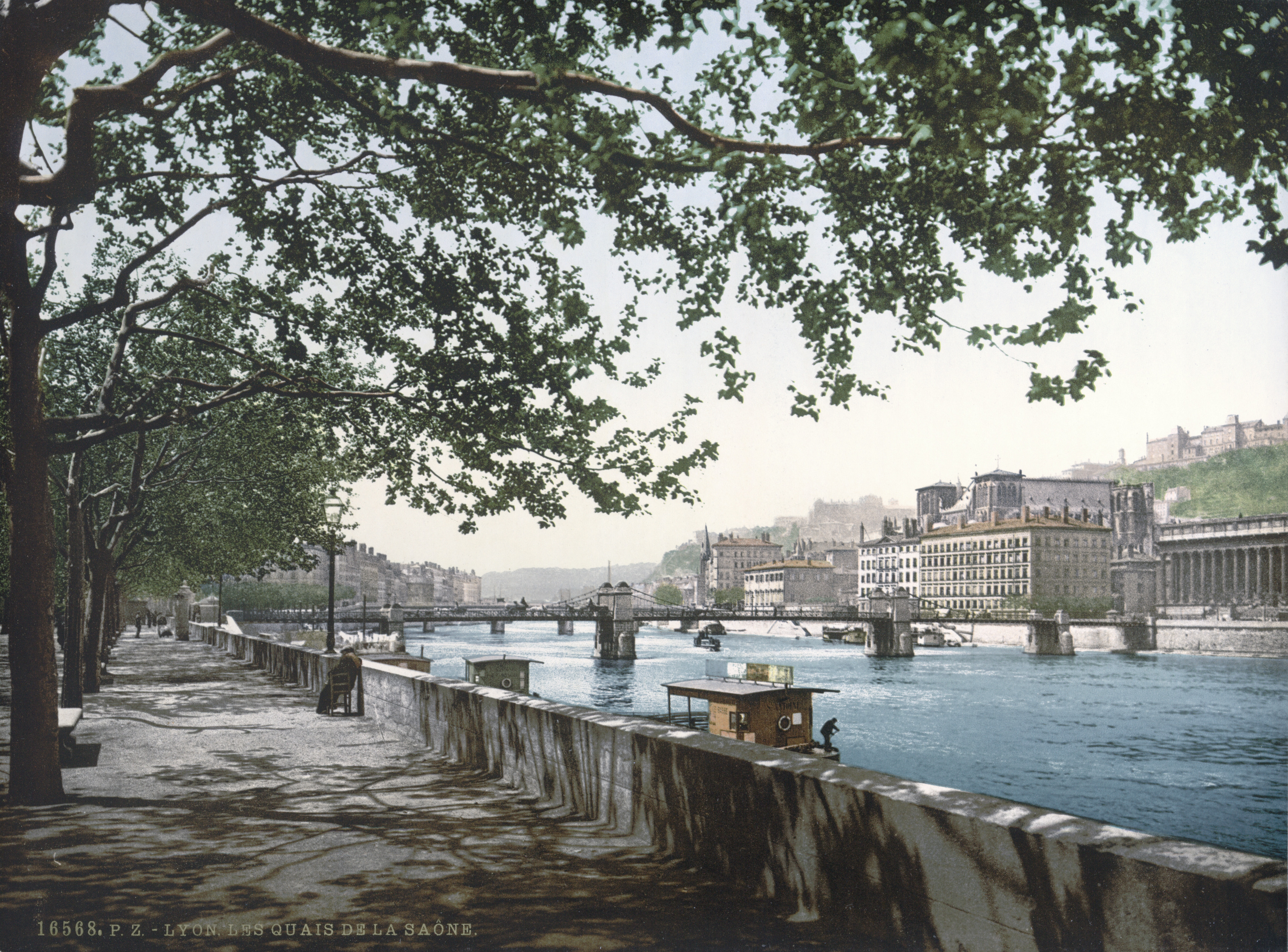
Quai Saint-Antoine

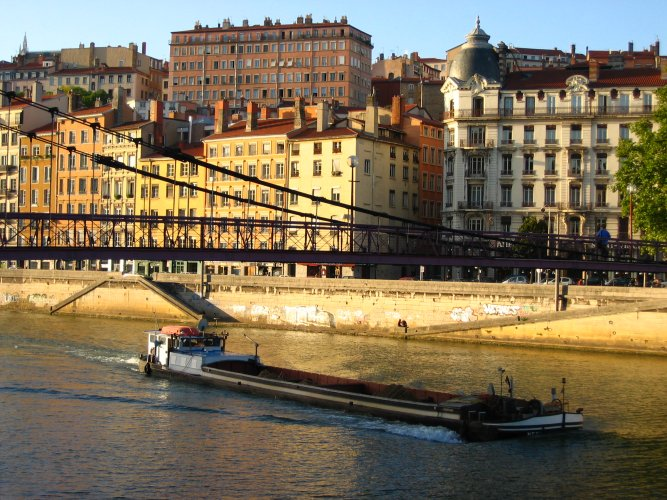
Passerelle Saint-Vincent

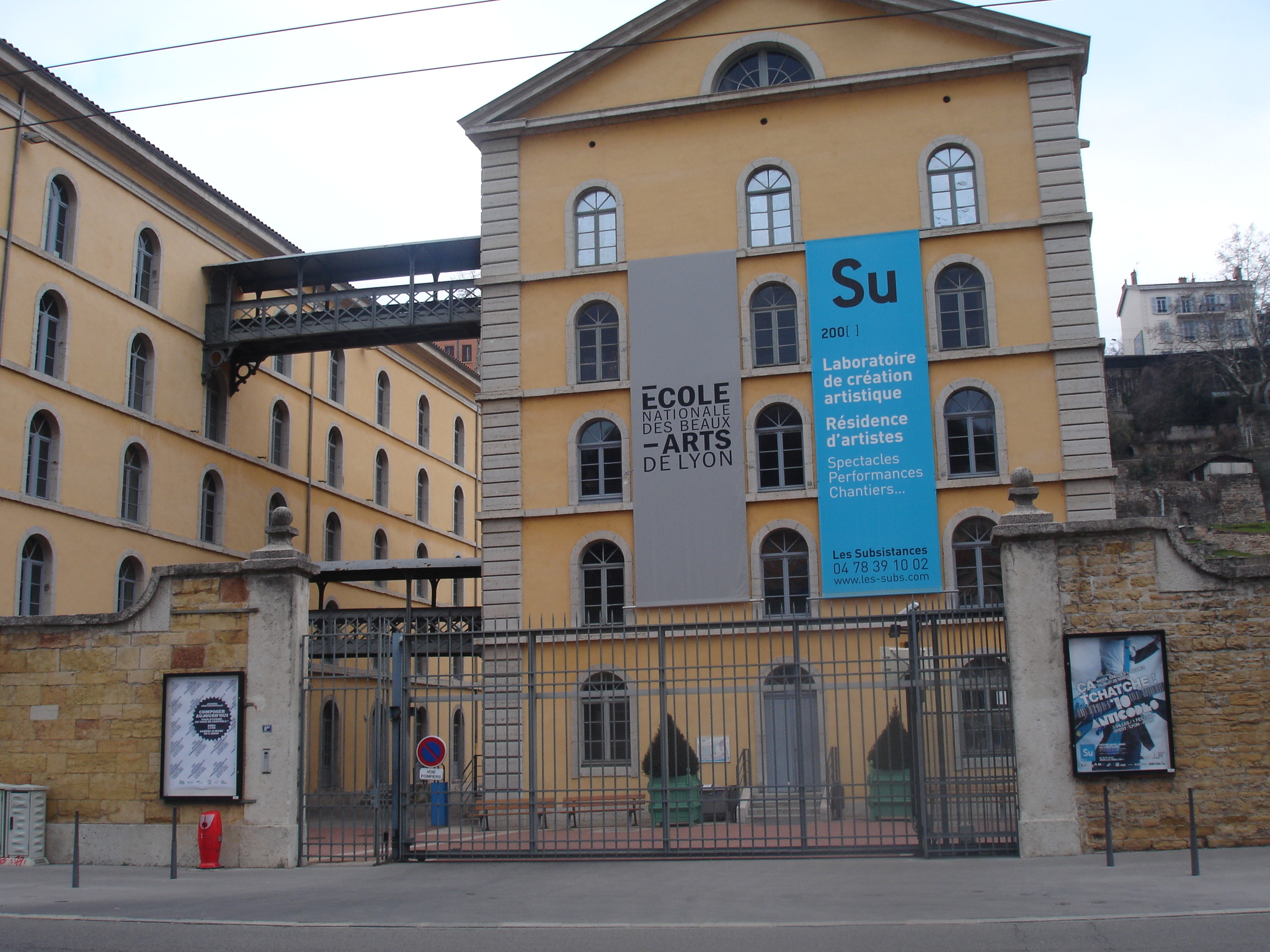
Les Subsistances (quai Saint-Vincent)

La rive gauche est particulièrement animée avec les grands marchés qui se tiennent entre le quai des Célestins et le quai Saint-Antoine et prolongé par le quai de la Pêcherie - appelé aussi le quai des bouquinistes - qui accueille le week-end les bouquinistes aux cases installées le long du quai ou dans les boutiques qui lui font face. Pour commémorer cette manifestation, une fresque a été réalisée par le centre de la création sur les immeubles d'angle du quai et de la rue adjacente, dont on peut voir une reproduction ci-dessous.
Le quai Saint-Vincent, qui prolonge le quai de la Pêcherie, fait le lien entre la place des Terreaux et le quartier Saint-Paul dans le Vieux Lyon. Il accueille lui aussi une fresque monumentale - sans doute la plus connue - qui, sur l'immeuble d'angle du quai et la place Saint-Vincent, représente les Lyonnais célèbres. On peut y admirer de haut en bas beaucoup de Lyonnais parmi les plus connus, qui font l'orgueil de leurs concitoyens :
- les plus anciens comme les deux empereurs romains Claude et Caracalla;
- Les poètes de la renaissance Louise Labé et Maurice Scève;
- De grands artistes comme le sculpteur Philibert Delorme;
- Plus près de nous, Bernard Pivot, Frédéric Dard ou Paul Bocuse.

La place Saint-Vincent sert de plaque tournante entre le Vieux Lyon (place Gerson et gare Saint-Paul) auquel on accède par la passerelle Saint-Vincent et "les Pentes", quartier escarpé comme son nom l'indique, qui conduit directement sur le plateau de La Croix-Rousse (voir le cartouche ci-contre situé en face de la fresque, côté Martinière).

### Voie constituant la rive gauche
Sur la rive gauche de la Saône, on trouve les quais suivants :
- Quai Rambaud
- Quai de Maréchal-Joffre
- Quai Tilsitt
- Quai des Célestins
- Quai Saint-Antoine
- Quai de la Pêcherie
- Quai Saint-Vincent
- Quai Joseph-Gillet
- Quai Georges Clémenceau

## Aménagement des quais de Saône au début duXXIesiècle
Après la concrétisation du projet d'aménagement des berges du Rhône en 2006, la ville de Lyon et le Grand Lyon, ont initié la rénovation des quais de Saône. Cette rénovation porte sur 14 communes du Grand Lyon et 5 arrondissements de la ville de Lyon, sur 25 km sur chaque rive.
Pour la première phase du projet d'aménagement, les études préalables et l'initiation du projet a eu lieu en 2009. 
Les phases de concertation et de conceptions du projet ont principalement eu lieu entre 2010 et 2011. En juin 2012, une maison du projet a été ouverte près des rives de Saône pour promouvoir cet aménagement. Les travaux de réalisation devant commencer pour la première phase durant l'étant l'été 2012. Cette première phase devrait initialement être terminée pour la mi-2013. Cette première phase d'aménagement devrait représenter 22 hectares.
Une deuxième phase du projet d'aménagement devrait être réalisé en 2016.

Plan de l'aménagement des Rives de Saône

Les deux photos ci-dessous montrent l'état final des quais (après l'aménagement, le 3 septembre 2013 à hauteur du quai Joseph Gillet (4e arrond.) ) :

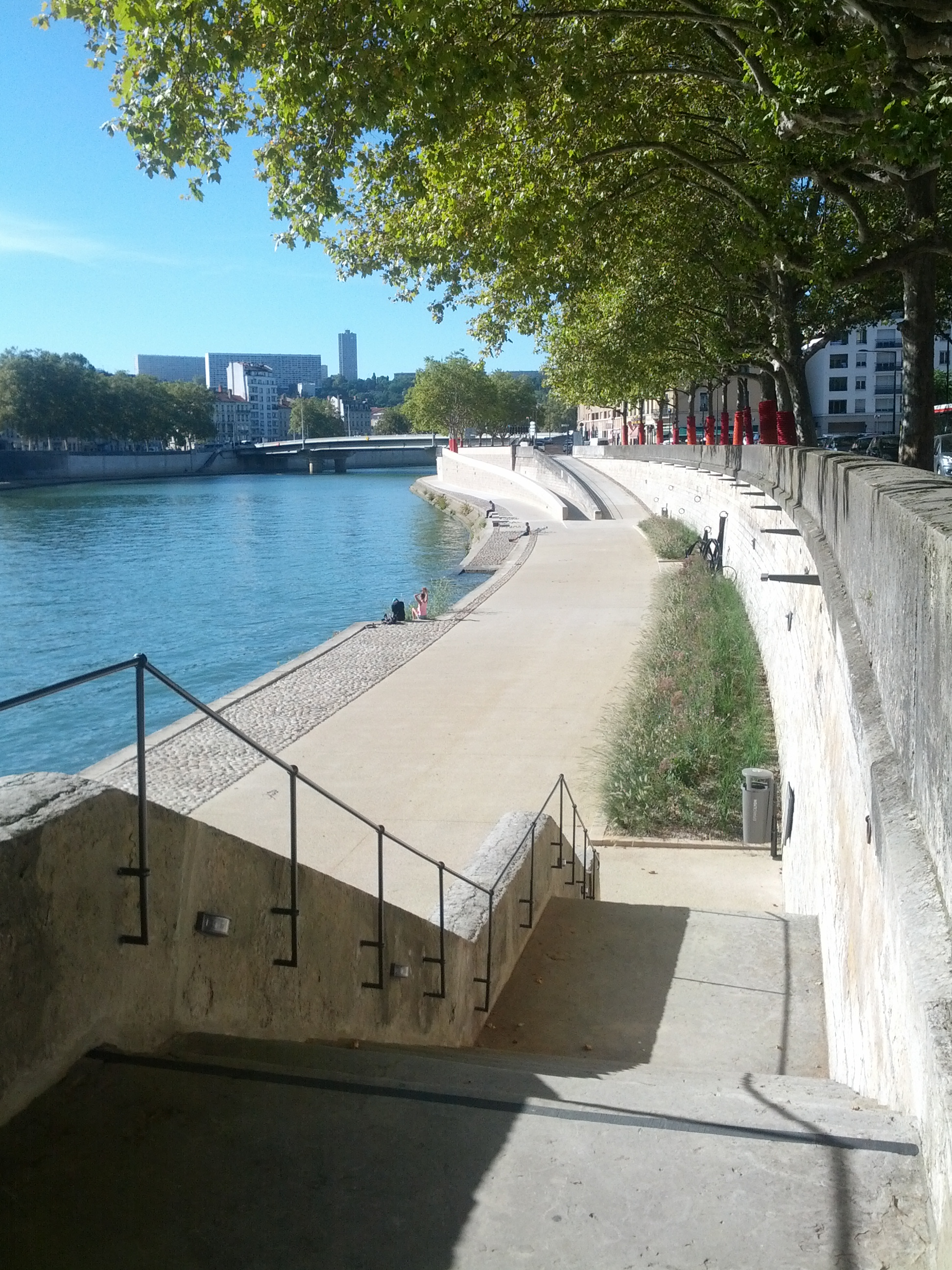
Quais après aménagement - Vue vers l'amont.
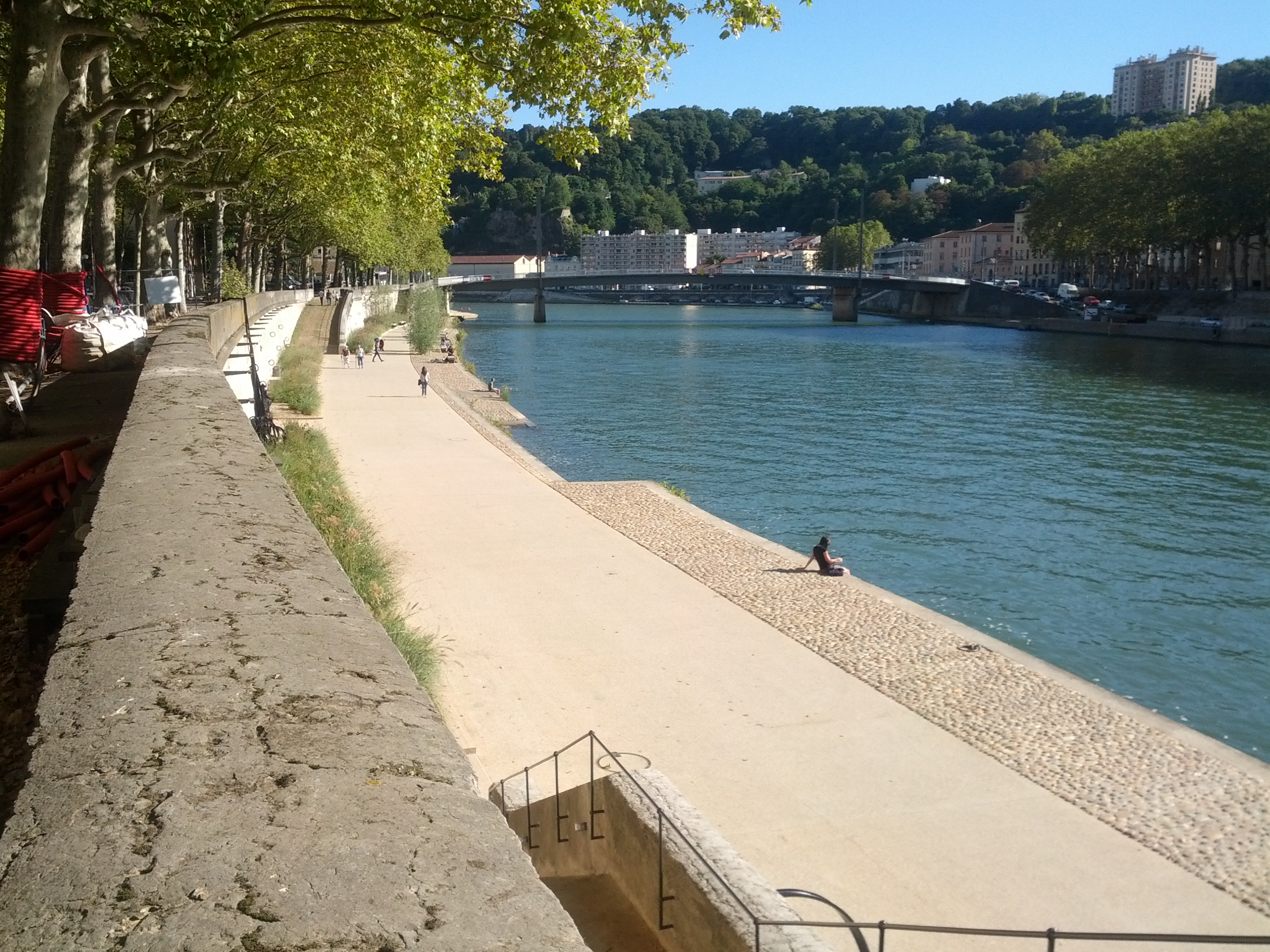
Quais après aménagement - Vue vers l'aval.

Le port d'occident est situé sur la rive gauche de la Saône, sur le bas-port du Quai Maréchal Joffre. Repérable à l'avancée de son quai sur la rivière, deux constructions face à une grande terrasse et leurs rampes d'accès, ainsi que les rails du chemin de fer insérés dans le pavage de la promenade des Rives de Saône.
Ce lieu a fait l'objet d'un débat lors de l'aménagement des Rives de Saône : fallait-il l'inclure ou au contraire l'isoler tout en sauvegardant ses installations, témoins du passé portuaire de la Saône, ainsi que témoignage d'une architecture industrielle employant le béton pour la première fois mais conservant une ornementation sur le fronton sculpté.
Plusieurs œuvres d'artistes ont été installées le long des rives.
Élaborées en concertation avec les concepteurs dès l’origine du projet, ces œuvres s’inscrivent parfaitement dans l’histoire et les paysages, ce sont avant tout des endroits où l’on peut s’arrêter pour contempler la Saône.
L’artiste "fil rouge" Tadashi Kawamata a  réalisé 6 œuvres sur l’ensemble du linéaire et a par exemple travaillé sur des cabanes, des belvédères en bois brut. 

Isabelle Soares, chef de project et directrice Rives de Saône
Mes projets artistiques intègrent la nature en bord de Saône et offrent autant de rendez-vous ponctuels, pour une promenade des cinq sens. Au-delà de la contemplation, il s’agit d’expérimenter la structure : monter, toucher l’eau, sentir le bois... Témoin du temps qui passe, le bois va vieillir, résister aux assauts de la Saône... à l’image de l’homme. 

Tadashi Kawamata

À l’image du Road Movie, le River Movie est un récit dont le lieu de l’intrigue est une rivière. La rivière comme la route, est conçue comme une métaphore qui défile, de la vie avec ses rencontres et des aléas.
Elle symbolise la liberté, l’évasion, l’aventure, la découverte mais aussi une invitation au voyage intérieur, à la méditation. Ce récit, chacun peut s’en emparer, le prolonger. C’est un cadavre exquis auquel chacun contribue selon sa propre histoire, selon ses envies d’inventer seul ou à plusieurs, une histoire qui reste ouverte.
Jérôme Sans, Directeur artistique

Tadashi Kawamata réalise plusieurs installations en bois ou matériaux de récupération : "Sur les planches à fleur d'eau" , "La terrasse" à Caluire-et-Cuire, "la double rampe entre terre et eau", "le balcon","la tour belvédère" à Fontaines-sur-Saône . L’artiste appréhende l'œuvre dans l’espace et crée un lien avec le promeneur. 
Sabina Lang et Daniel Baumann interrogent l’architecture des lieux afin de créer des interactions. Ils s'inspirent volontiers du mobilier urbain. "Beautiful steps #7", un escalier métallique menant à un point de vue, fait partie d’une série d'œuvres initiée en Suisse, à Bienne, sur la façade du Palais des Congrès.
L’usager se balade et, tout à coup, on lui offre l’option de sortir de cette situation en se déconnectant du terrain, de se poser dans l’air.  Sabina Lang
Didier Fiuza Faustino mêle l'art à l'architecture. Il invente des constructions, du mobilier, des performances ou encore des vidéos. Sur les rives de Saône, il construit le pavillon d'exposition ainsi qu'à Rochetaillée-Sur-Saône "Trompe le monde" un miroir en inox situé à 2,50m du sol dans lequel le passant peut s'asseoir.
Tromper le monde, avec les miroirs urbains, c’est à la fois tromper la société en disparaissant, en se rapprochant de ce qu’on est vraiment lorsqu’on est seul.  Didier Fiuza Faustino
Le Gentil Garçon installe La Sucrerie et Les cercles Logiques, le Génialithe, La Théorie des Nœuds : sculptures à base d’éléments du quotidien détournés.
La plupart des œuvres créées dans le cadre du projet Rives de Saône peuvent être considérées comme des « curiosités » qui transcendent les notions de nature et de culture. Elles soulignent aussi parfois le romantisme du site. Elles constituent comme une collection de formes disséminées. L’idée est d’inciter l’usager à les rechercher, et donc à parcourir le site. Le Gentil Garçon
Jean-Michel Othoniel installe, à travers ses œuvres comme, "Le Belvédère", "Les Lanternes de l'Ile Barbe" un climat invitant à la rêverie par les histoires que pourra se raconter le promeneur.

Le site est exceptionnel, chargé d’histoires et de contes enfouis qui demandaient à être exhumés. La marche peut parfois créer un moment de recueillement propice à se laisser porter par des émotions. Mon récit est lié à un déplacement physique. Un cheminement depuis la rive, une escale sur un belvédère en proue d’écluse, et l’accomplissement dans la contemplation de l’île Barbe, émergeant du miroir de la rivière. Jean-Michel Othoniel
Pascale-Marthine Tayou propose d'allier l'humour à la poésie et mêle les symboles africains et européens. L'artiste a posé ses œuvres - des masques - sur une portion de mur longeant la rive de Saône. Les masques sont également visibles depuis l’autre rive.

Le parcours du Chemin nature traverse plusieurs cités, plusieurs frontières ; on va vers d’autres ailleurs, en rapportant avec soi ce qu’on a pris ici. Ces masques passeports sont placés dans le mur, comme des trésors. La vie ce n’est que ça : des rencontres, des identités, des rencontres d’émotions et de sentiments... Même ici, nous ne sommes pas très loin du Cameroun.  Pascale-Marthine Tayou

Erik Samakh choisit de dialoguer avec la nature et ses œuvres tels les "Lucioles aquatiques" ou "Les Girouettes à crues" installées sur les Rives de Saône se fondent dans cet environnement.

Il fallait, à proximité des voitures, un signal perceptible par la vue et non par l’ouïe. Ces lucioles fonctionnent à l’énergie solaire et sont amphibies : elles pourront résister aux dures conditions de crue. Je désire attirer l’attention sur un triste phénomène : la disparition de beaucoup d’insectes au fil du temps. Erik Samakh

L'œuvre de Meschac Gaba s’enracine dans les différences de culture. Ainsi dans "Le jeu de la Vie", un jeu d'enfant dessiné sur le sol.

Derrière le jeu évident de la marelle, je raconte une histoire sur les pays et les frontières : chaque case est comme un pays, chaque trait qui compose les cases symbolise une frontière. Si on lance la pierre en dehors des cases, on a perdu. Le jeu de l’art est aussi le jeu de la vie; l’art est un jeu par rapport à toutes les stratégies qui se déploient autour de l’art.  Meschac Gaba 
Pablo Reinoso est sculpteur et ses matériaux de prédilection sont le bois, le marbre, le bronze ou l'acier. Ici, "Les Nouages" sont une série de bancs qui s'enroulent sur le quai, en lien avec le site.

À chaque fois que j’ai la possibilité de m’appuyer sur un motif qui entre en résonance avec un lieu et son histoire, je m’y engouffre. Le bas-port Gillet a une double histoire sociale : lieu d’amarrage des bateaux et lieu de travail pour les tisserands lyonnais. C’est précisément ce qui m’a donné envie d’étendre mes œuvres le long du mur avec une telle ampleur. Pablo Reinoso
Michael Elmgreen & Ingar Dragset  ont l'habitude d'aborder des sujets comme la politique sociale, ou encore l’identité sexuelle dans leur travail en duo. ici, ils imaginent la sculpture "The Weight of one self" comme une œuvre très ressemblante aux statues antiques.

Nous cherchons à retrouver un lien entre le lieu et l’habitant, entre l’espace social et le corps individuel.  Elmgreen et Dragset 

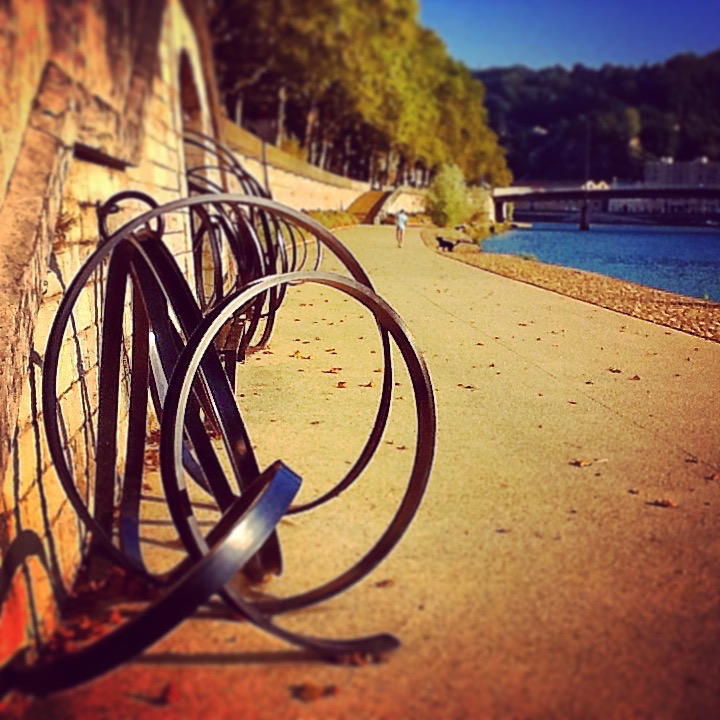
Les Nouages, Rives de Saône Lyon. Pablo Reinoso

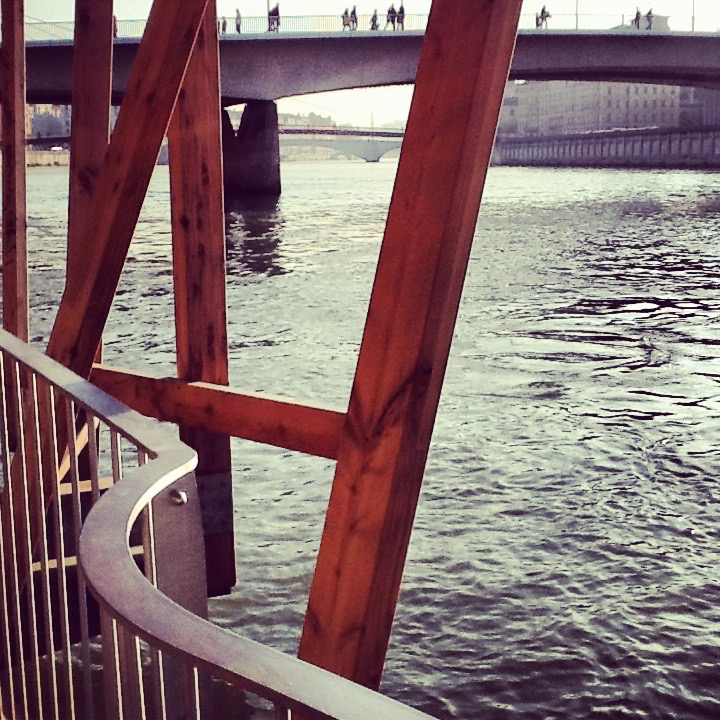
Installation de Tadashi Kawamata, rive de Saône, Lyon

## Les ponts sur la Saône
| - Pont de l'Île Barbe (1827) - Pont Schuman (2014) - Passerelle Masaryk (1831) - Pont Clemenceau (1952) - Pont Kœnig (1972) | - Passerelle de l'Homme de la Roche (1989) - Passerelle Saint-Vincent (1832) - Pont la Feuillée (1949 - Pont du Change (disparu) et pont Maréchal Juin (1973) - Passerelle du Palais de Justice (1983) - Pont Bonaparte (1950) | - Passerelle Paul Couturier (1853) - Pont d'Ainay (disparu) - Pont Kitchener-Marchand (1959) - Viaduc de l'A6 - Viaduc de la Quarantaine (1856) - Ponts de la Mulatière (20e) |

## Galerie

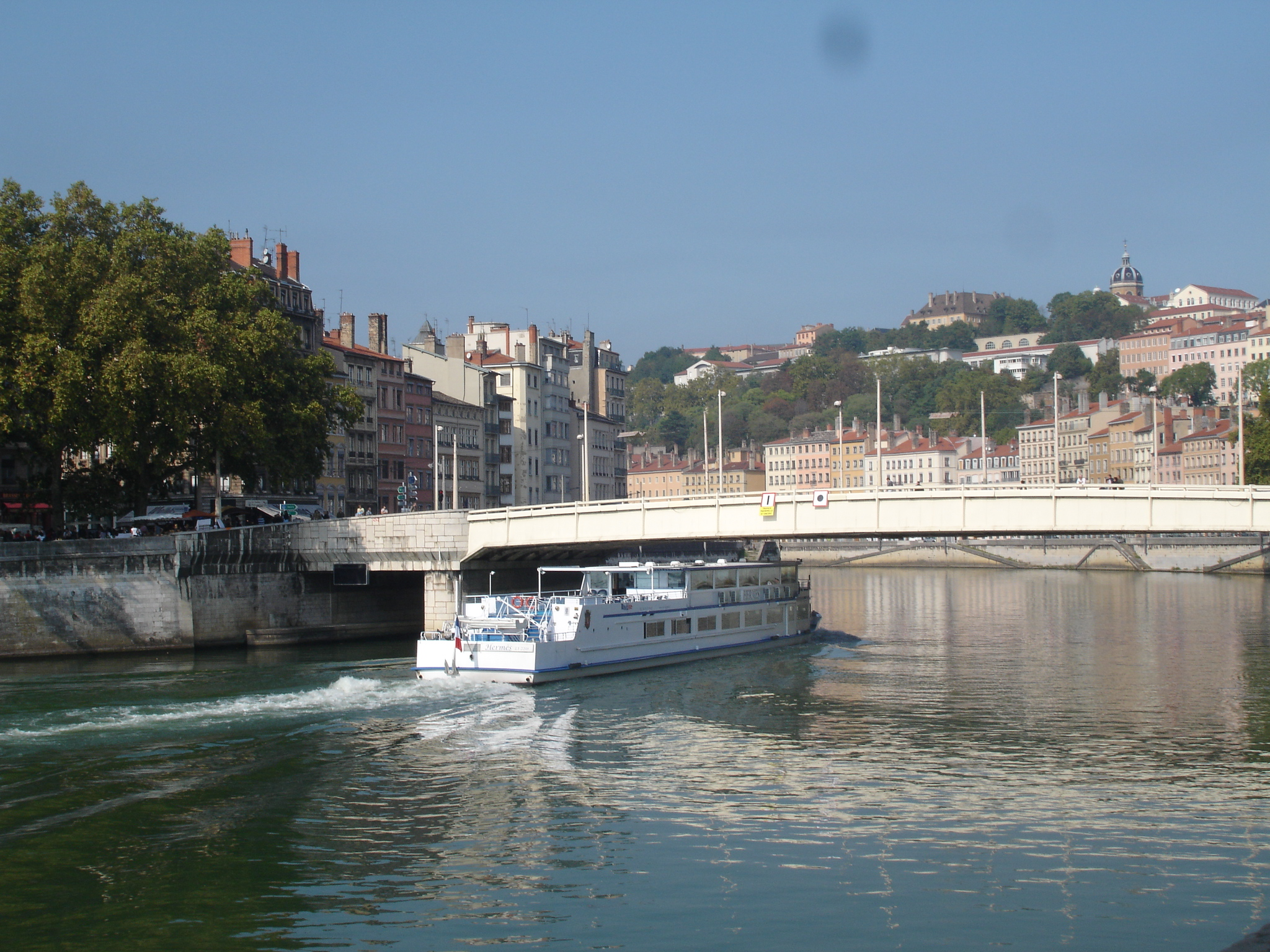
Pont la Feuillée
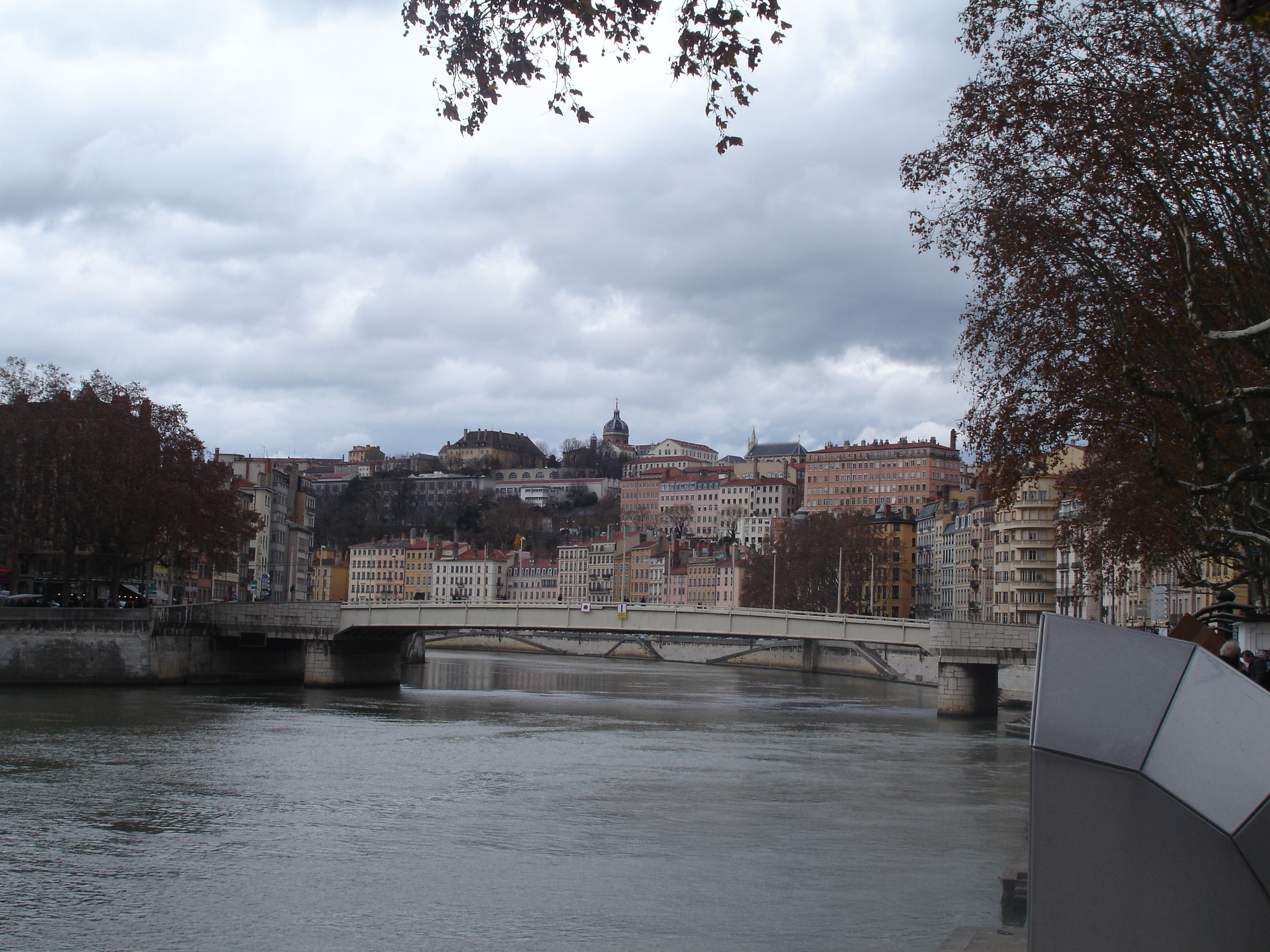
Pont la Feuillée et quai de la Pêcherie
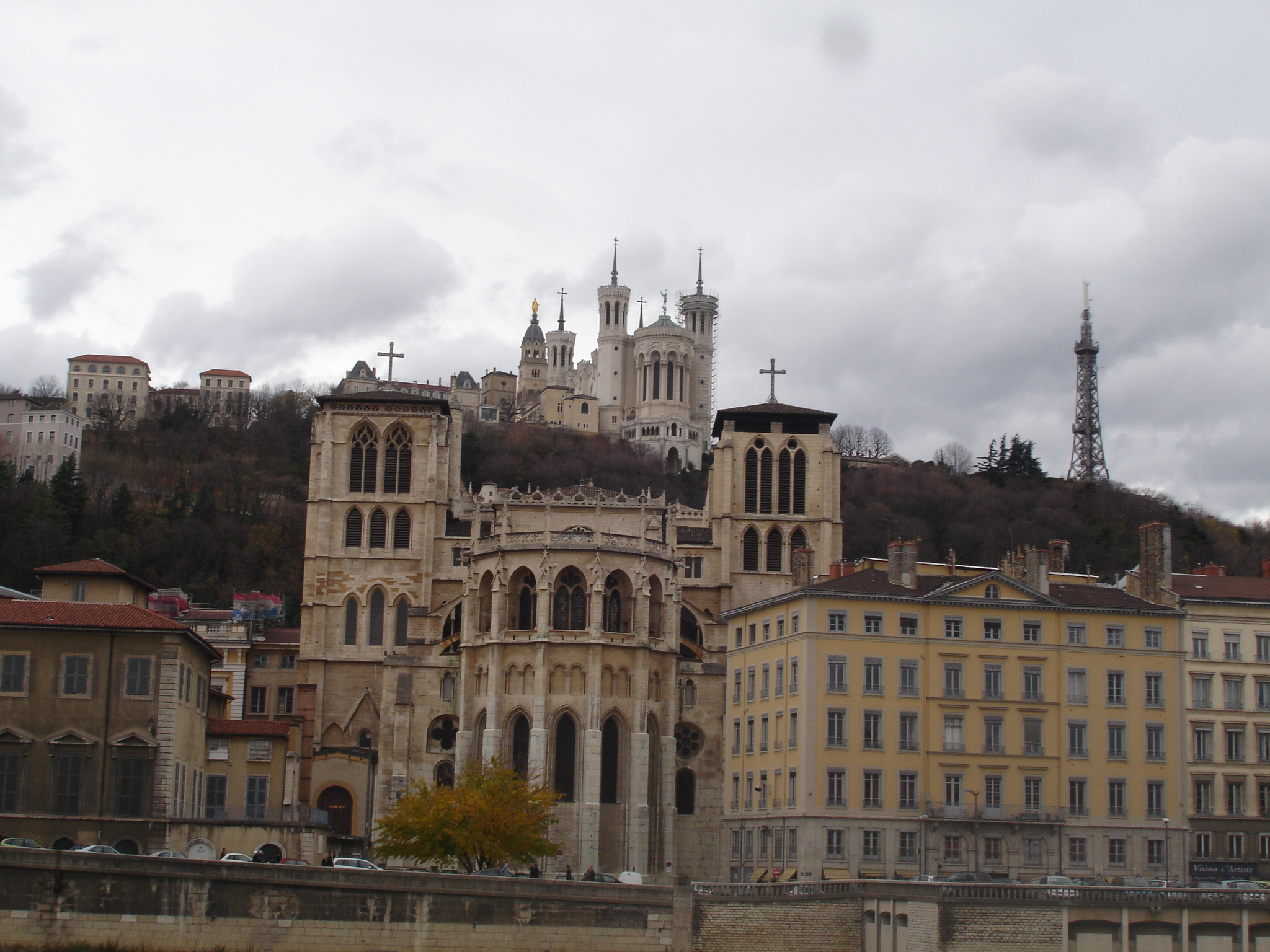
Saint-Jean vue du quai des Célestins
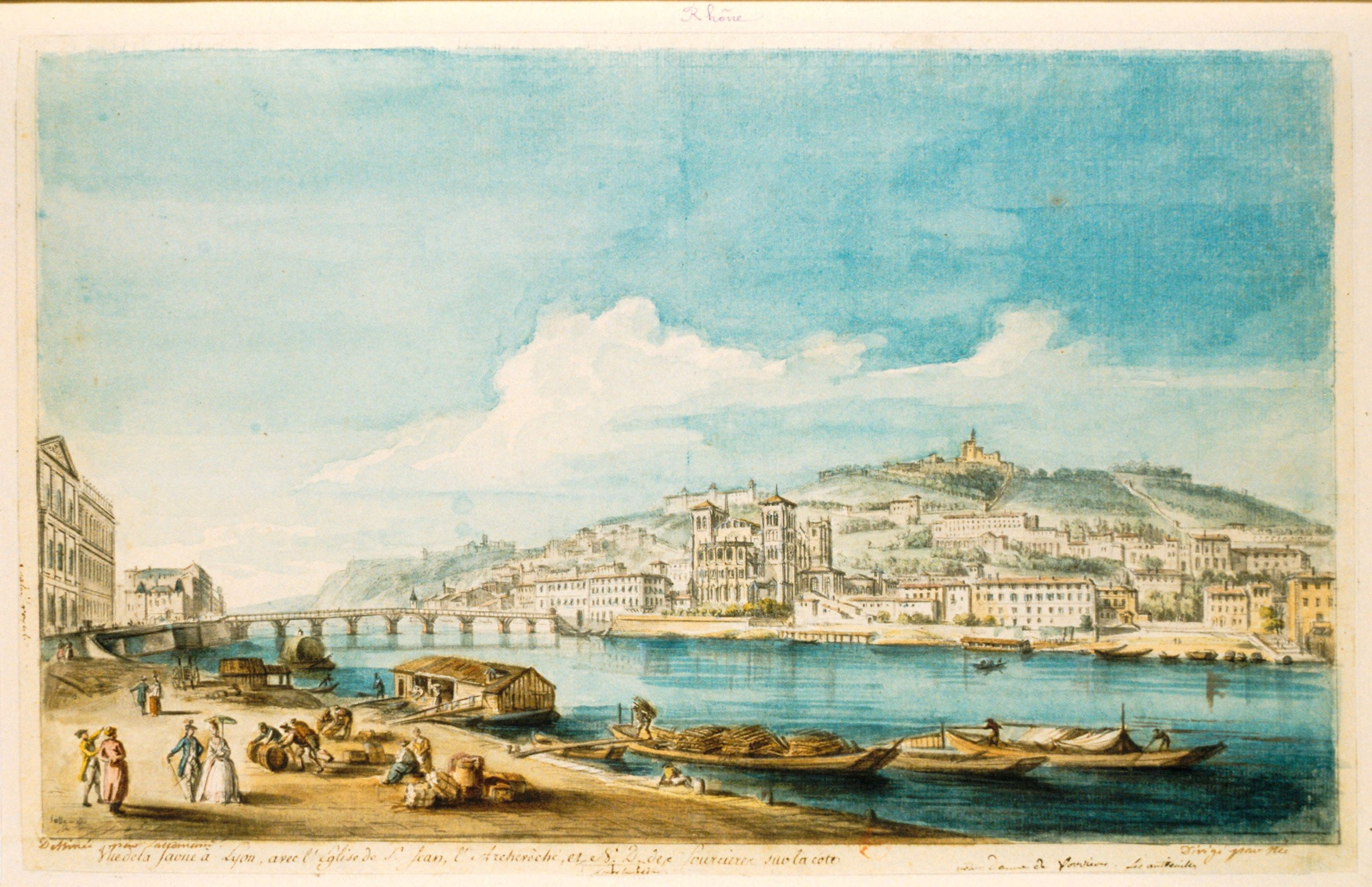
la Saône et Fourvière
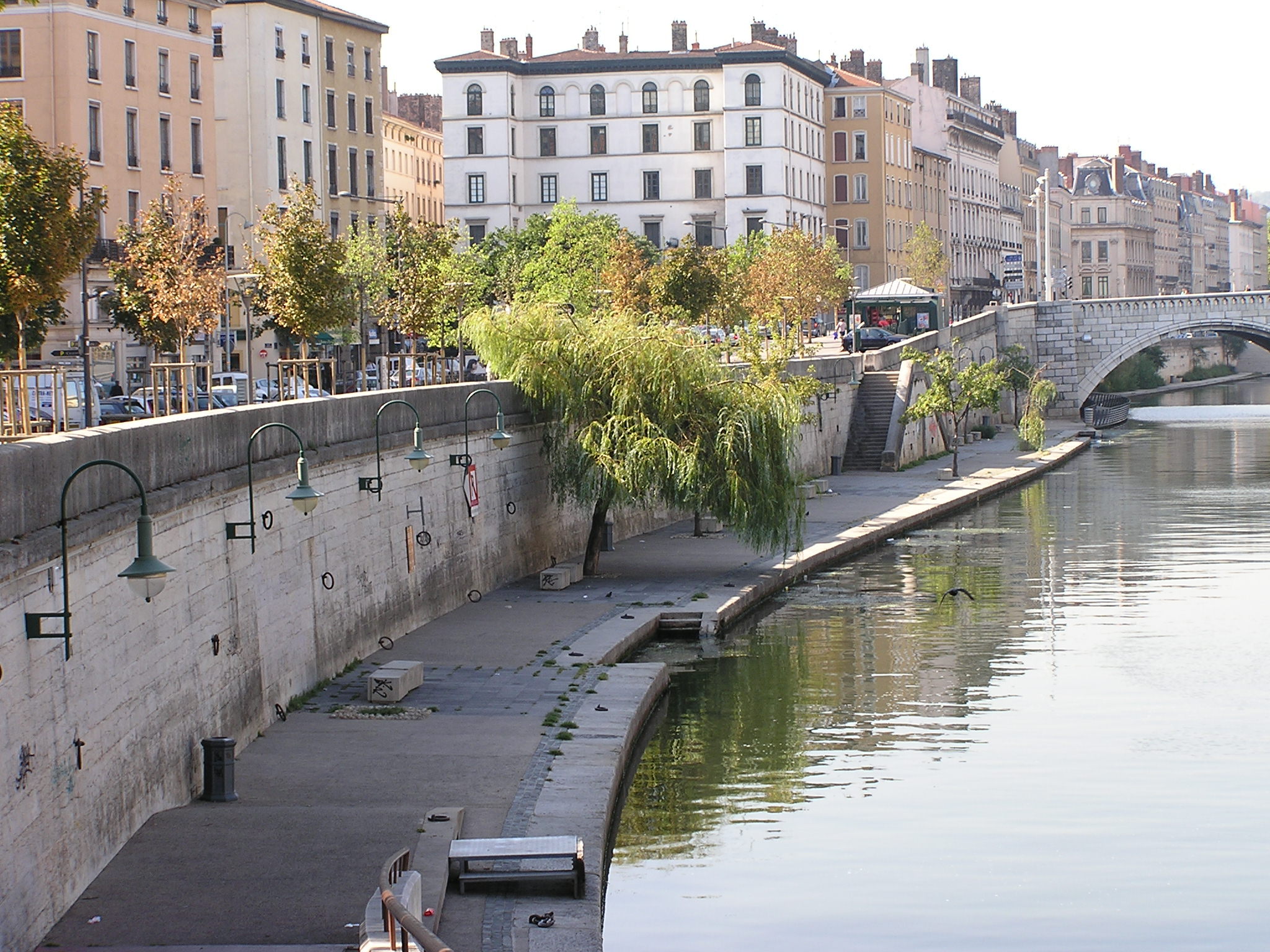
Quai des Célestins
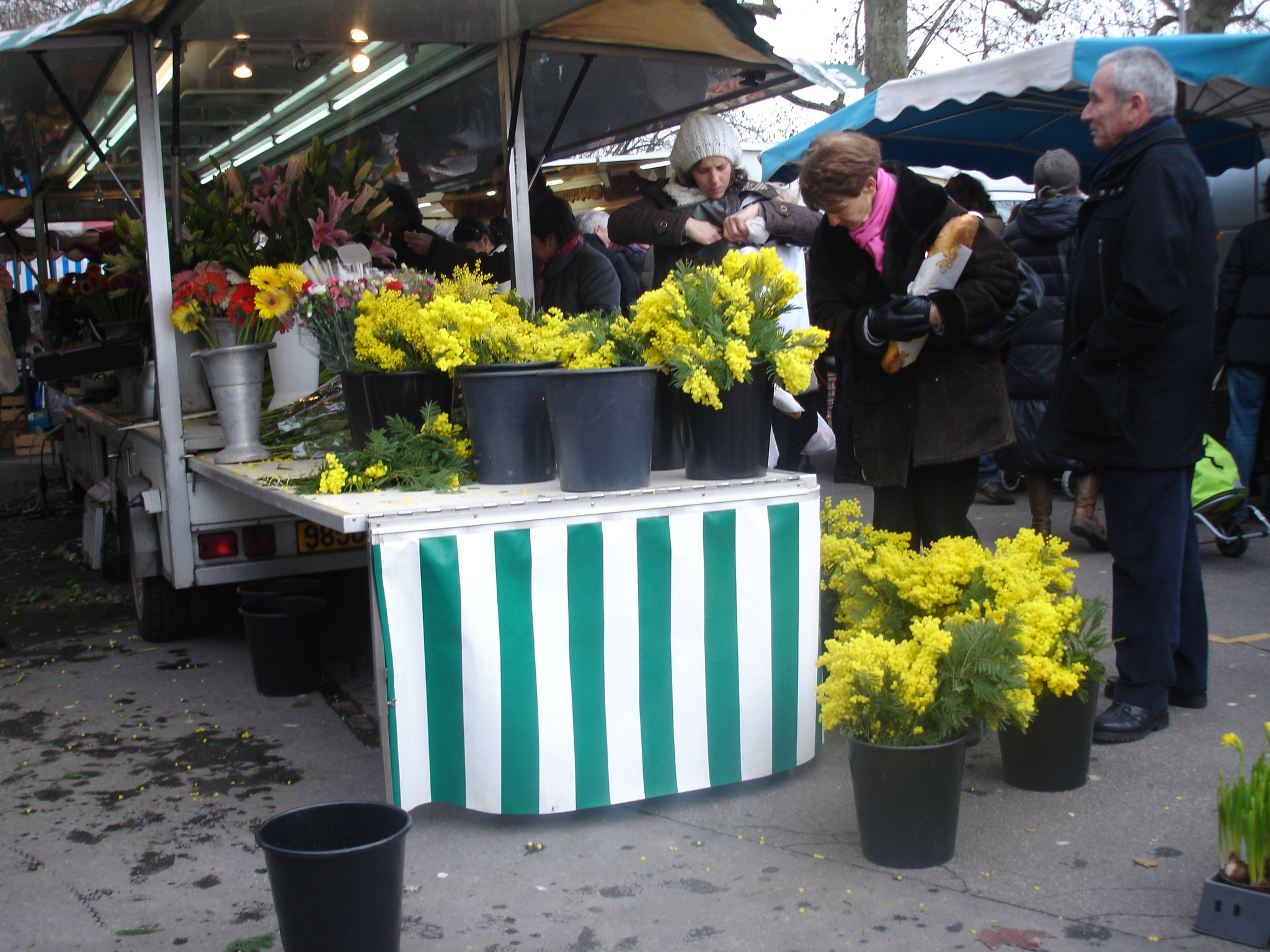
Quai Saint-Antoine, fleuriste
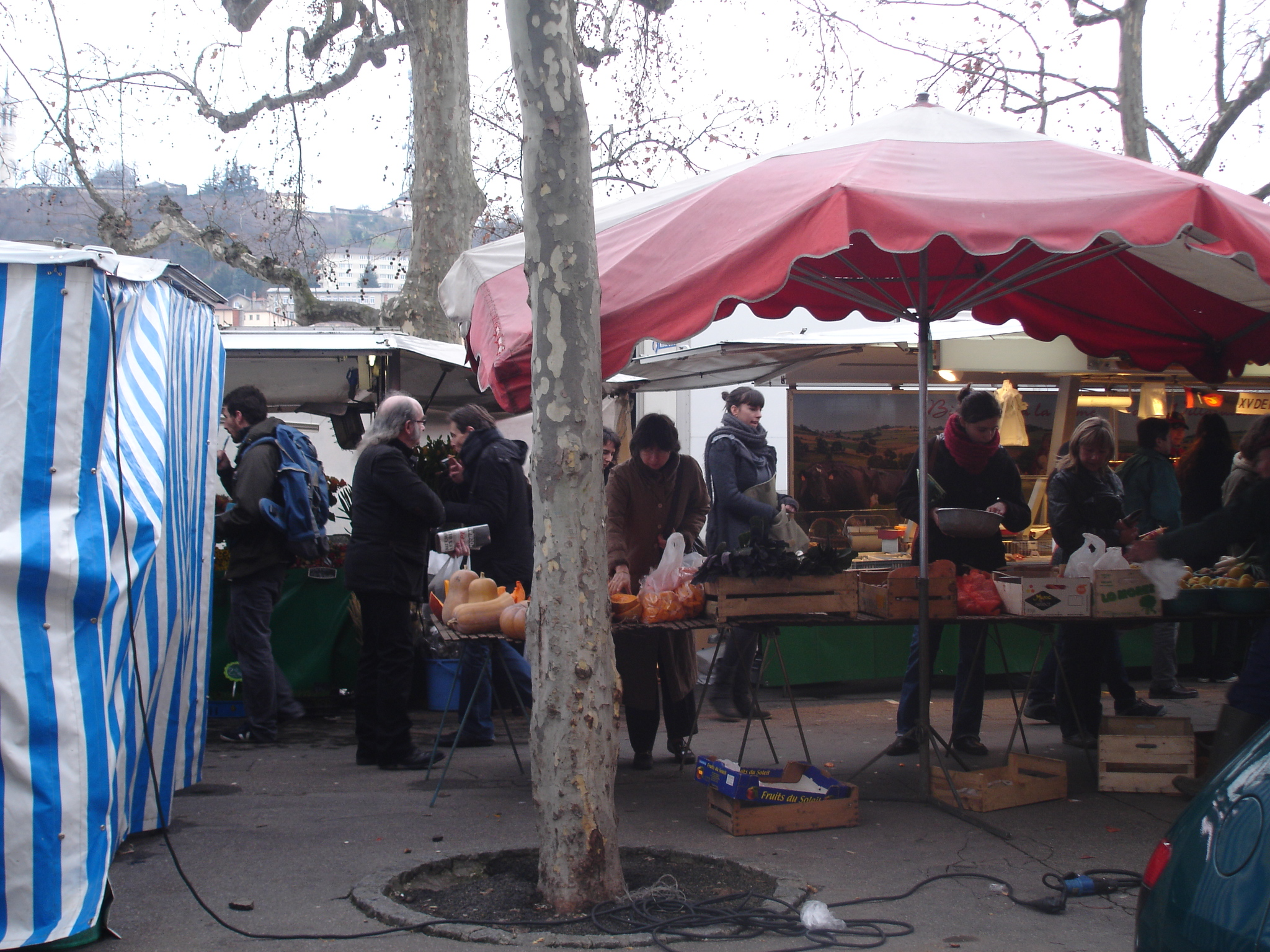
Quai Saint-Antoine, marché